# Товщів
То́вщів — село в Україні, в Львівському районі Львівської області. Населення — 194 особи. Орган місцевого самоврядування — Солонківська сільська рада.

## Географія
У селі бере початок річка Товчівка.

## Населення
За даним всеукраїнським переписом населення 2001 року, в селі мешкало 194 особи. Мовний склад села був таким:
| Мова       | Число ос. | Відсоток |
| ---------- | --------- | -------- |
| українська | 194       | 100      |

## Природа
Неподалік від села розташоване заповідне урочище «Модринове насадження».

## Церкви
У селі є церква Успіння Пресвятої Богородиці (УГКЦ). Адміністратор парафії — о. Михайло Цегельський.